# Beijing Challenger 1996
Il Beijing Challenger 1996 è stato un torneo di tennis facente parte della categoria ATP Challenger Series nell'ambito dell'ATP Challenger Series 1996. Il torneo si è giocato a Pechino in Cina dal 23 al 29 settembre 1996 su campi in cemento.

## Vincitori

### Singolare
Yong-Il Yoon ha battuto in finale  Jia-Ping Xia con il punteggio di 6–4, 2–6, 6–1

### Doppio
Mahesh Bhupathi /  Peter Tramacchi hanno battuto in finale  Nir Welgreen /  Andres Zingman con il punteggio di 6–2, 6–3